# 5 Lekka Dywizja Kawalerii (Francja)
5 Lekka Dywizja Kawalerii – lekka dywizja kawalerii armii francuskiej w czasie II wojny światowej.
W trakcie kampanii francuskiej 1940 składała się z następujących jednostek:
- 6 Brygada Kawalerii
  - 11 Pułk Kirasjerów
  - 12 Pułk Strzelców Konnych

- 15 Lekka Brygada Zmechanizowana
  - 5 Pułk Samochodów Pancernych
  - 15 Pułk Dragonów Zmotoryzowanych

- 78 Pułk Artylerii
  - dywizjon armat 75 mm
  - dywizjon haubic 105 mm
  - 10 Bateria Przeciwpancerna 78 Pułku artylerii (4 działka 47 mm)

- Bateria Artylerii Przeciwlotniczej 715/409
- Kompania Saperów 34/1
- Mieszana Kompania Łączności 34/84
- Kompania Transportu Konnego 34/9
- Kompania Transportu Zmotoryzowanego 134/9
- Dywizyjna Grupa Kwatermistrzowska 31/9
- 34 Dywizyjna Grupa Medyczna
- 507 Eskadra Obserwacyjna

Dywizja ta nie posiadała przewidzianych etatem Dywizyjnego Szwadronu Przeciwpancernego i Dywizyjnego Szwadronu Warsztatowego.